# James Corboy
James Corboy SJ (* 20. Oktober 1916 in Cahirconlish, Limerick, Irland; † 24. November 2004) war Bischof von Monze (Sambia). 

## Leben
James Corboy trat der Ordensgemeinschaft der Jesuiten bei und empfing am 28. Juli 1948 die Priesterweihe. Johannes XXIII. ernannte ihn am 10. März 1962 zum Bischof von Monze. Der Erzbischof von Lusaka Adam Kozłowiecki SJ weihte ihn am 24. Juni desselben Jahres zum Bischof; Mitkonsekratoren waren Francis William Markall SJ, Erzbischof von Salisbury und Timothy Phelim O’Shea OFMCap, Bischof von Livingstone. Am 26. November 1991 nahm Johannes Paul II. seinen altersbedingten Rücktritt an.
Im Alter von 88 Jahren starb er am 24. November 2004.